# Чежин, Владимир Александрович
Владимир Александрович Чежин (25.02.1905, Ташкент—1965) — советский инженер-мостостроитель, лауреат Ленинской премии (1962).
В 1929 г. окончил Ленинградский политехнический институт. В 1929—1942 работал в различных мостостроительных организациях.
Во время войны (с марта 1942 года) — инженер по искусственным сооружениям Головного Восстановительного отдела № 2, старший инженер Отдела мостов УВВР Ленинградского фронта. Награждён орденами Красной Звезды (15.03.1943) и Отечественной войны II степени (09.06.1944), медалями «За оборону Ленинграда», «За трудовое отличие».
С 1945 года — главный инженер мостостроительного треста Главмостостроя Министерства транспортного строительства.
В 1962 г. удостоен Ленинской премии за участие в разработке и внедрении в строительство бескессонных фундаментов глубокого заложения из сборного железобетона.
Похоронен на Серафимовском кладбище Санкт-Петербурга.